# Мирончук Оксана Анатоліївна

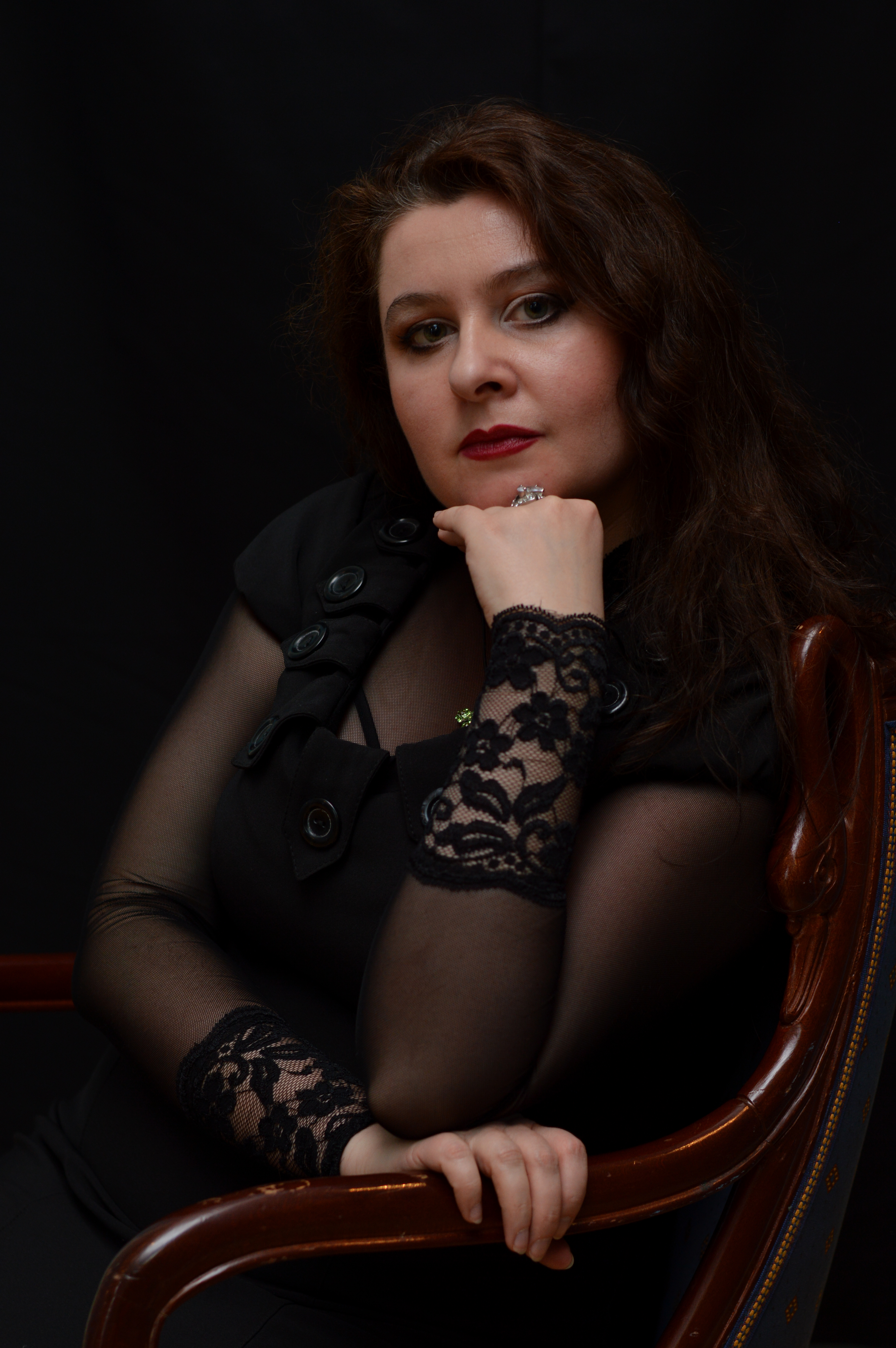
Оксана Мирончук

Окса́на Анато́ліївна Мирончу́к (Рокітенець) (*1978) — українська співачка, сопрано. Переможець міжнародних конкурсів, артистка Королівського оперного театру в Осло. Член Національної Всеукраїнської музичної спілки.
У 1996 р. закінчила Рівненське державне музичне училище по класу хорового диригування. Продовжила навчання у Львівській державній музичній академії ім. М. В. Лисенка (1996—2001), Краківській консерваторії ім. В.Лютославського (по класу сольного співу, 2002—2003). В 2008 р. закінчила Рівненський державний гуманітарний університет і здобула диплом маґістра з відзнакою.
З 1994 р. працювала викладачем постановки голосу і диригування у Рівненській дитячій музичній школі № 2. З 2001 по 2003 — артисткою оперної студії при Львівській музичній академії, була солісткою Краківської камерної опери сцени «El-Jot». Стажувалася у Львівському оперному театрі ім. С. Крушельницької, німецького професора співу Крістіана Ельсснера, Ядвіґи Раппе (Польща), Елісон Пірс (Англія), Ельжбети Товарніцької (Польща), Йозефа Франкштейна (Польща), Юрія Ємельянова (Іспанія).
Оксана Мирончук — лауреат багатьох всеукраїнських і міжнародних вокальних конкурсів та фестивалів, в тому числі:
- 2004 р. — на Міжнародному вокальному конкурсі ім. Імріха Годіна (Словаччина) — 2 премія;
- 2004 р. — на Міжнародному вокальному конкурсі «Бельканто» (Наленчув, Польща) — 1 премія і статуетка «Золотого Соловейка» (Польща).
- 2007 р. — на Першому Всеукраїнському конкурсі ім. Б. Лятошинського (Київ) — 3 премія.
- 2011 р. — на Міжнародному вокальному конкурсі оперних співаків у Чехословаччині (спеціальний приз Владислави Старкової).
- 2015 р. — на Міжнародному вокальному конкурсі оперних співаків «Новий оперний світ» (Москва) — 1 премія.

У 2007 — переможець міського відкритого рейтингу популярності в номінації «Краща співачка» (Рівне).
З 2009 р. працює оперною співачкою та артисткою в Норвезькій національній опері.
У 2015—2017 pр. дала декілька благодійних сольних концертів в Україні та Норвегії, кошти з яких були переказані на потреби воїнів АТО.
Вона голова первинного осередку жіночої громадсько-просвітницької організації «Союз українок України» обласного об'єднання ВУТ «Просвіта» ім. Т. Г. Шевченка.
Двічі, В 2017 і 2019 роках брала участь в роботі журі Першого всеукраїнського конкурсу вокалістів «Світова класика українською». У 2021 та 2023 — член журі Четвертого Міжнародного конкурсу вокального мистецтва «Бурштинові солоспіви»,  III Міжнародного Вокального Конкурсу ім.Монікі Сваровської - Валявської. У 2025 нагороджена орденом "Берегиня України".